# Stefan Seidler
Stefan Seidler (né en 1979) est un homme politique allemand membre de la fédération des électeurs du Schleswig du Sud, le parti de la minorité danoise. À la suite des élections de 2021, il devient le premier membre de son parti élu depuis 1949 au Bundestag, le parlement fédéral.